# Relações entre Romênia e Ucrânia
As relações entre Romênia e Ucrânia são as relações diplomáticas entre a Romênia e a Ucrânia. As relações diplomáticas entre os dois países foram estabelecidas em 9 de fevereiro de 1918 e restabelecidas em 1992. A Romênia tem uma embaixada em Kiev e dois consulados-gerais em Chernivtsi e Odessa. A Ucrânia tem uma embaixada em Bucareste e um consulado em Suceava que fechou em 2014 por falta de financiamento. Em 2020, foi anunciado que a Romênia abriria um consulado para a Ucrânia em Sighetu Marmației.

## Disputas

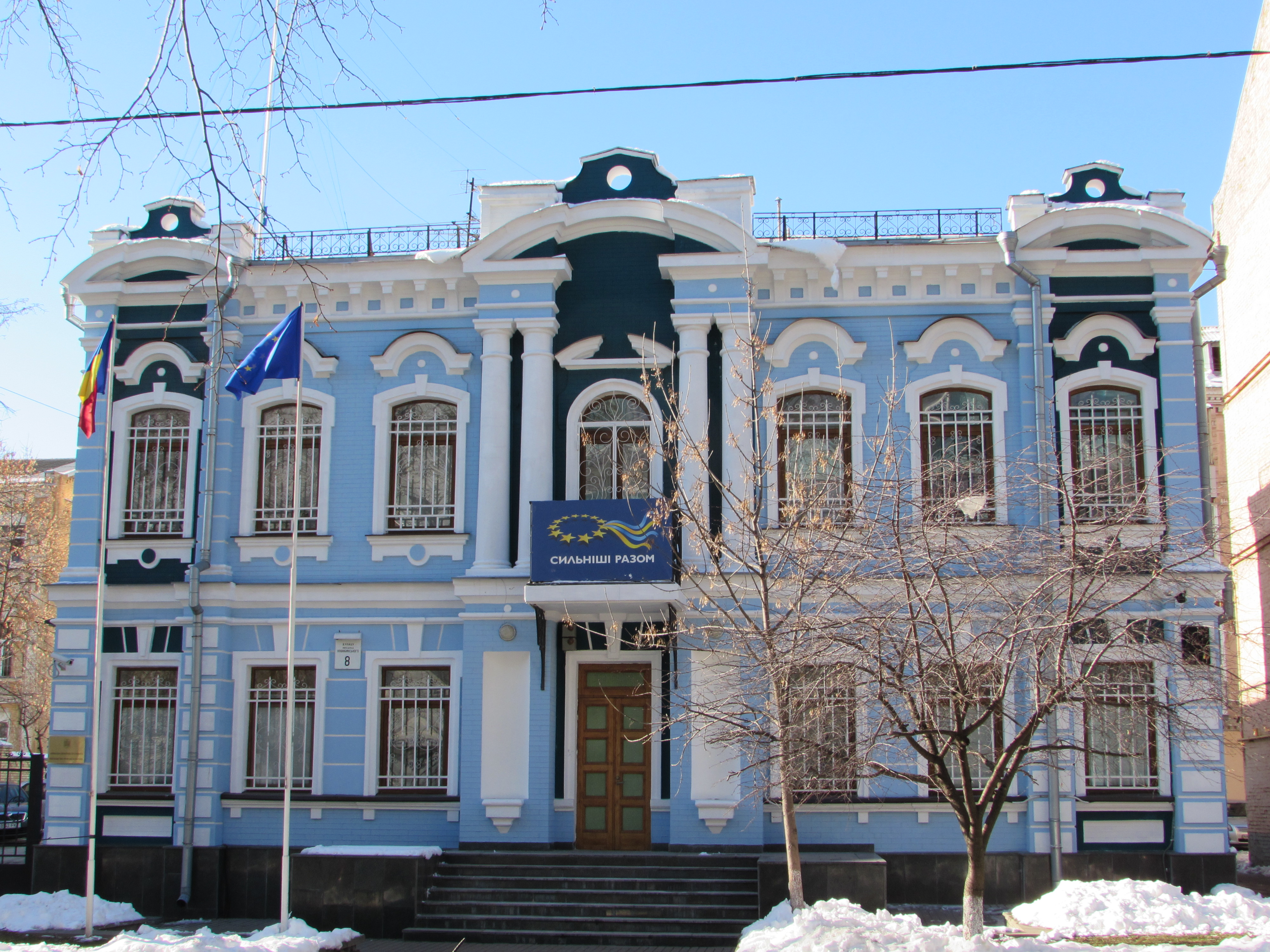
Embaixada da Romênia em Kiev

A Romênia e a Ucrânia vinham negociando um amplo tratado de amizade e cooperação há vários anos, mas divergências sobre a propriedade da Ilha Snake e mais importante, as reservas de petróleo e gás que se acredita estarem sob sua área do Mar Negro, bem como o Fronteira Norte da Romênia e Ucrânia, manteve os lados separados. Em junho de 1997, a Romênia assinou um tratado bilateral com a Ucrânia que, entre outras questões, resolveu questões territoriais e de minorias que haviam impedido o desenvolvimento de melhores relações entre os dois países:
- A disputa entre a Romênia e a Ucrânia sobre as fronteiras perto da Ilha Snake (aproximadamente 50 km a leste de Sulina) e sua plataforma continental do Mar Negro, sob a qual podem existir depósitos significativos de gás e petróleo, foi resolvida após a decisão de 2009 da Corte Internacional de Justiça.[3]
- A disputa entre a Romênia e a Ucrânia pela construção do Canal de Bystroye.[4]

## História
Em 5 de setembro de 2020, o Ministro da Defesa Nacional da Romênia, Nicolae Ciucă, e o Ministro da Defesa da Ucrânia, Andriy Taran, assinaram um acordo de cooperação técnica e militar entre os dois países.

### Delimitação marítima
O status da Ilha da Cobra foi importante para a delimitação da plataforma continental e zonas econômicas exclusivas entre os dois países. Se a Ilha da Cobra fosse reconhecida como uma ilha, a plataforma continental ao redor dela deveria ser considerada como água ucraniana. Se a Ilha da Cobra não fosse uma ilha, mas uma rocha, então, de acordo com o direito internacional, a fronteira marítima entre a Romênia e a Ucrânia deveria ser traçada sem levar em consideração a localização da ilha.
Em 4 de julho de 2003, o presidente da Romênia, Ion Iliescu, e o presidente da Rússia, Vladimir Putin, assinaram um tratado sobre amizade e cooperação. A Romênia prometeu não contestar os territórios da Ucrânia ou da Moldávia, que perdeu para a União Soviética após a Segunda Guerra Mundial, mas solicitou que a Rússia, como sucessora da União Soviética, reconhecesse de alguma forma sua responsabilidade pelo que havia acontecido.
Em 16 de setembro de 2004, o lado romeno intentou uma ação contra a Ucrânia no Tribunal Internacional de Justiça (CIJ) em uma disputa relativa à fronteira marítima entre os dois Estados no Mar Negro.
Em 3 de fevereiro de 2009, a CIJ proferiu sua sentença, que dividiu a área marítima do Mar Negro ao longo de uma linha que ficava entre as reivindicações de cada país. O Tribunal invocou o teste de desproporcionalidade para julgar a controvérsia, observando que a CIJ, "como sua jurisprudência indicou, pode ocasionalmente decidir não levar em conta as ilhas muito pequenas ou decidir não lhes dar seu pleno direito potencial às zonas marítimas caso tal abordagem tenha um efeito desproporcional na linha de delimitação em consideração "e devido a um acordo anterior entre a Ucrânia e a Romênia, a ilha" não deveria ter efeito sobre a delimitação neste caso, exceto aquele decorrente do papel dos 12 arcos de milhas náuticas de seu mar territorial "previamente acordado entre as partes".